# 玛尔塔·朗拜因
玛尔塔·朗拜因（德語：Martha Langbein，1941年5月22日—），德国女子田径运动员。她曾代表德国联队参加1960年和1964年夏季奥林匹克运动会田径比赛，其中1960年奥运会获得一枚银牌。